# Artigues-Sant Adrià
Artigues-Sant Adrià è una stazione della linea 2 della metropolitana di Barcellona situata sotto la avenita Alfons XIII di Badalona a 31 metri dal confine municipale di San Adrián de Besós.
La stazione fu inaugurata nel 1985 con il nome di Joan XXIII come parte della L4. Nel 2002 con il trasferimento del tratto tra La Pau e Pep Ventura dalla L4 alla L2 passò a servire quest'ultima linea e cambiò il nome in onore alla municipalità di Badalona; per l'occasione la stazione fu anche adattata per consentire l'accesso a persone con disabilità motorie.

## Accessi
- Carretera de Santa Coloma
- Avinguda de Joan XXIII